# Dans Bruges-la-morte
Pour plus de détails, voir Fiche technique et Distribution.
Dans Bruges-la-morte est un mélodrame belge écrit et réalisé en 1922 par Paul Flon, et distribué en 1924.

## Fiche technique
- Réalisation : Paul Flon
- Scénario : Paul Flon

## Distribution
- Suzanne Christy : Anne Doorik, une jeune orpheline qui sera aimée à Bruges par trois hommes différents mais ne trouvera pas le bonheur
- Francis Martin : Jean le Bossu, un infirme qui s'éprend d'Anne
- Georges Tellier : Pierre Pascal, le seul ami de Jean, qui lui aussi tombe amoureux d'Anne
- William Elie : Georges Bernier, un peintre, qui saura séduire Anne mais ne lui offrira qu'un court moment de bonheur
- Sonia Milakowska : Flore de Montpré, une ancienne maîtresse de Georges qui réapparaît dans sa vie
- Georges Gerson : Doorik, le père d'Anne

## Lieux de production
- Studios du Karreveld